# Безденежных, Сергей Вячеславович
Сергей Вячеславович Безденежных (род. 25 августа 1979 года, гор. Амурск, Хабаровский край, РСФСР) — российский политик, депутат Законодательной думы Хабаровского края шестого, седьмого и восьмого созывов (2014—2019, с 2024). Сенатор Российской Федерации — представитель от Законодательной думы Хабаровского края (2019 — 2024).
Из-за поддержки нарушения территориальной целостности Украины во время российско-украинской войны находится под персональными международными санкциями Евросоюза, США, Великобритании и ряда других стран.

## Биография
Сергей Вячеславович Безденежных родился в городе Амурск, Хабаровского края, 25 августа 1979 года, в семье энергетика и воспитательницы.
В 2005 году окончил обучение в Хабаровском промышленно-экономическом техникуме. Присвоена квалификация «юрист» по специальности «Право организация социального обеспечения».
В 2009 году получил диплом о высшем образовании Государственного образовательного учреждения высшего профессионального образования «Тихоокеанский государственный университет», по специальности «Юриспруденция».

### Карьера
Будучи студентом, в 1994 году вступил в ЛДПР. В 1998—2000 годах являлся помощником депутата Государственной Думы Российской Федерации Сергея Семёнова (фракция ЛДПР) на общественных началах. С 1998 по 1999 год состоял в Политическом консультативном совете при главе администрации Хабаровского края Викторе Ишаеве.
В 2001—2002 гг. — член Совета политических партий и общественных организаций при мэре Хабаровска Александре Соколове.
С 2005 по 2006 год работал юристом в ООО «Алькума», принадлежавшей координатору хабаровского регионального отделения ЛДПР Сергею Фургалу, а затем возглавил её. В 2007 году стал председателем совета директоров торговой сети «КМ» в Хабаровском крае.
В 2005–2014 годах Безденежных был помощником депутатов Законодательной Думы Хабаровского края Николая Мистрюкова и Вячеслава Фургала. Являлся членом Территориальной избирательной комиссии Центрального района Хабаровска с правом решающего голоса.
В 2009 году Безденежных баллотировался в Хабаровскую городскую думу, по одномандатному избирательному округу № 16 Индустриального района. По итогу выборов занял третье место, набрав 23,95 % голосов избирателей, уступив действующему депутату Изабэлле Прошиной от КПРФ.
В 2010 году Безденежных баллотировался в Законодательную думу Хабаровского края под номером 3 в Индустриальной территориальной группе списка партии ЛДПР, по Промышленному избирательному округу № 5. В данном округе Безденежных занял четвёртое место, набрав 12,85 % голосов, уступив действующему депутату от «Единой России», заместителю председателя Думы Людмиле Перкулимовой, набравшей 45,35 % голосов избирателей.
В августе 2011 года Безденежных баллотировался на пост главы Корфовского городского поселения, в ходе чего набрал 23,73 % голосов и занял третье место среди трёх кандидатов.
На выборах 2014 года Безденежных вновь баллотировался в Законодательную думу Хабаровского края, в составе списка партии ЛДПР в Хабаровской региональной группе № 2 под номером 1. По итогам голосования ЛДПР получила 3 мандата в Думе шестого созыва, которые достались лидеру партии Владимиру Жириновскому, помощнице Сергея Фургала Елене Грешняковой и действующему депутату Вячеславу Фургалу. Однако Жириновский отказался от своего мандата, и по итогу он был передан Сергею Безденежных. Входил в состав комитетов по бюджету, налогам и экономическому развитию и по вопросам промышленности, предпринимательства и инфраструктуры. Депутатские полномочия исполнял на непостоянной основе, совмещая их с индивидуальным предпринимательством.
Принимал участие в выборах мэра Хабаровска, состоявшихся в единый день голосования 9 сентября 2018 года. По результатам Безденежных набрал 20,86 % голосов избирателей и занял третье место после вице-мэра Сергея Кравчука (39,97 %) от «Единой России» и Максима Кукушкина (23,85 %) от КПРФ.
С января по сентябрь 2019 года работал в ООО «Неомакс-Бизнес», заместителем генерального директора по правовым вопросам.
В сентябре 2019 года избрался депутатом Законодательной Думы Хабаровского края VII созыва, по Тополевскому одномандатному округу № 4 Хабаровского района. Трудоустроен на постоянную основу, председателем комитета по государственному устройству и местному самоуправлению Законодательной Думы Хабаровского края. По совместительству стал заместителем руководителя фракции ЛДПР в Законодательной Думе.
Изначальным кандидатом на должность члена Совета Федерации Федерального Собрания Российской Федерации от Законодательной Думы Хабаровского края должен был быть Дмитрий Приятнов, который был утверждён 23 октября 2019 года. Однако после обнародования сведений о неуказанной краевым избиркомом погашенной судимости Приятнов подал в отставку из Совета Федерации и Законодательной Думы. 4 декабря фракция ЛДПР в Законодательной Думе выдвинула Сергея Безденежных на должность члена Совета Федерации; его единственным соперником был Максим Кукушкин от КПРФ. По итогу большинством голосов депутатов Законодательной Думы был делегирован в Совет Федерации («за» — 24 депутата). Вошёл в состав Комитета Совета Федерации по обороне и безопасности.
На фоне ареста губернатора Хабаровского края Сергея Фургала и последовавших за этим массовых протестов Безденежных выступил в поддержку своего однопартийца и назвал назначенного на его место Михаила Дегтярёва «временной кандидатурой».
Вскоре, в начале февраля 2021 года Дегтярёв был утверждён в должности координатора Хабаровского регионального отделения ЛДПР, в ходе чего сформировался новый состав координационного совета, в который краевые сенаторы Безденежных и Елена Грешнякова не вошли. Новое руководство начало требовать от краевых членов партии поддерживать Дегтярёва и поставило запрет на поддержку арестованного Фургала. Из-за несогласия с требованиями партии и её неумелости стоять за партийцев, в мае 2021 года Безденежных покинул ЛДПР. В ответ на это руководство ЛДПР призвало Безденежных уйти в отставку с поста сенатора, но он отказался. Ранее в апреле сенатор Елена Грешнякова также покинула партию, аналогично столкнувшись с призывами сложить полномочия сенатора и оскорбительными комментариями сына Жириновского Игоря Лебедева.
15 декабря 2021 года Безденежных был в числе четырёх сенаторов, проголосовавших против законопроекта «Об общих принципах организации публичной власти в субъектах РФ», предусматривающий возможность главам регионов занимать свой пост более двух сроков подряд и запрет называть главу субъекта РФ «президентом».
29 марта 2022 года Безденежных вступил в партию «Справедливая Россия — За правду» вместе с 10 муниципальными депутатами Хабаровского края, которые ранее вышли из ЛДПР из-за сопротивления партии их поддержке экс-губернатора Фургала. Через год стал членом Президиума Центрального совета «Справедливой России».
В июле 2024 года Безденежных был объявлен главой краевого списка «Справедливой России — За правду» на выборах в Законодательную Думу Хабаровского края VIII созыва, зарегистрировавшись также как кандидат по Промышленному одномандатному округу № 13 города Хабаровска. «Справедливая Россия» выдвинула большую команду кандидатов, среди которых были местные партийные деятели, депутаты-фургаловцы, исключённые из ЛДПР и КПРФ, и работники социальной сферы, однако, по мнению экспертов, ожидалось, что партия наберёт не более двух-трёх мандатов. 
По итогам выборов 2024 года «Справедливая Россия» получила 7,32 % голосов избирателей и один мандат в Думе, который достался Безденежных. В округе № 13 Безденежных занял 3-е место с 13,27 % голосов, уступив Константину Алёхину от «Единой России». Поскольку «Единая Россия» получила подавляющее большинство в парламенте, 26 сентября 2024 года Законодательная Дума единогласно проголосовала за члена «Единой России», экс-министра экономического развития и внешних связей Хабаровского края Виктора Калашникова на место Безденежных в Совете Федерации. Вошёл в состав комитета по вопросам промышленности, предпринимательства и инфраструктуры.

## Личная жизнь
Женат, воспитывает двоих дочерей. Увлекается классической музыкой, горными лыжами, подводным плаванием. 

## Награды
- Благодарность губернатора Хабаровского края (2019 г.)
- Благодарность Председателя Совета Федерации Федерального Собрания Российской Федерации (2024 г.)